# آلبرت استیونز
آلبرت استیونز (انگلیسی: Albert Stevens؛ زاده ۲۰ مارس ۱۸۸۷ درگذشته ۹ ژانویه ۱۹۶۶) یک نقاش ساختمان بود.